# 编程面试
编程面试（英語：coding interview），是一种聚焦于解决技术问题的面试形式，这种形式的流行最初由微软引领起来，并逐渐由亚马逊、Facebook、Google等公司加以发展。编程面试主要测试被面试者的技术知识储备、编程能力、解决问题的能力以及创意，通常需要被面试者在白板上进行书写（所以常称之为“白板编程”）。参加此类面试的候选人通常有计算机科学、信息科学、计算机工程或电子工程学位。面试的题目通常和算法、数据结构、数学甚至智力游戏有关。编程面试可以发生在真人面试，或者通过网络的虚拟形式进行。